# Intendente de la región Metropolitana de Santiago
El intendente de la región Metropolitana de Santiago fue la autoridad designada por el Presidente de Chile para ejercer el gobierno de la región Metropolitana de Santiago, como su representante natural e inmediato en dicho territorio.  Además participaba en la administración regional, como órgano que integraba el Gobierno Regional Metropolitano de Santiago.

## Historia
El antecesor directo del cargo del intendente regional metropolitano de Santiago es la figura del intendente de la provincia de Santiago. Durante el proceso de regionalización iniciado en 1975, la antigua provincia de Santiago fue transformada en la actual región Metropolitana de Santiago.
Desde la creación de la región Metropolitana y hasta 2001, el intendente regional también se hacía cargo del gobierno y administración de la actual provincia de Santiago, ya que esta es la única que no cuenta con un gobernador provincial. En aquel año, el gobierno del presidente Ricardo Lagos en una manera de desconcentrar las labores provinciales, creó la figura del delegado provincial de Santiago.
Una reforma constitucional del año 2017 dispuso la elección popular del órgano ejecutivo del gobierno regional, creando el cargo de gobernador regional y estableciendo una delegación presidencial regional, a cargo de un delegado presidencial regional, el cual representa al poder ejecutivo y supervisa las regiones en conjunto a los delegados presidenciales provinciales. Tras las primeras elecciones regionales en 2021, y desde que asumieron sus funciones los gobernadores regionales y delegados presidenciales regionales, el 14 de julio de 2021, el cargo de intendente desapareció en dicha fecha mencionada, siendo Felipe Guevara Stephens su  último titular.

## Intendentes de la región Metropolitana de Santiago (1976-2021)
| Intendente/a             | Intendente/a                  | Partido | Partido | Período                                       | Presidente/a | Presidente/a            |
| ------------------------ | ----------------------------- | ------- | ------- | --------------------------------------------- | ------------ | ----------------------- |
| Tulio Espinoza Palma     | Tulio Espinoza Palma          |         | Militar | 1 de enero de 1976 - 1977                     |              | Augusto Pinochet        |
| Rolando Garay            | Rolando Garay                 |         | Militar | 1977 -diciembre de 1980                       |              | Augusto Pinochet        |
| Carol Urzúa Ibáñez       | Carol Urzúa Ibáñez            |         | Militar | diciembre de 1980 - 30 de agosto de 1983      |              | Augusto Pinochet        |
| Roberto Guillard Marinot | Roberto Guillard Marinot      |         | Militar | 30 de agosto de 1983 - 1986                   |              | Augusto Pinochet        |
| Sergio Badiola Bromberg  | Sergio Badiola Bromberg       |         | Militar | 1986 - noviembre de 1988                      |              | Augusto Pinochet        |
| Carlos Carvallo Yáñez    | Carlos Carvallo Yáñez         |         | Militar | noviembre de 1988 - 11 de marzo de 1990       |              | Augusto Pinochet        |
|                          | Luis Pareto González          |         | PDC     | 11 de marzo de 1990-11 de marzo de 1994       |              | Patricio Aylwin         |
|                          | Fernando Castillo Velasco     |         | PDC     | 11 de marzo de 1994-8 de septiembre de 1994   |              | Eduardo Frei Ruiz-Tagle |
|                          | Álex Figueroa Muñoz           |         | PDC     | 14 de diciembre de 1994-7 de agosto de 1996   |              | Eduardo Frei Ruiz-Tagle |
| Germán Quintana Peña     | Germán Quintana Peña          |         | PDC     | 7 de agosto de 1996-19 de mayo de 1998        |              | Eduardo Frei Ruiz-Tagle |
|                          | Ernesto Velasco Rodríguez     |         | PRSD    | 28 de mayo de 1998-11 de marzo de 2000        |              | Eduardo Frei Ruiz-Tagle |
|                          | Sergio Galilea Ocón           |         | PPD     | 11 de marzo de 2000 - 26 de diciembre de 2001 |              | Ricardo Lagos           |
| Marcelo Trivelli Oyarzún | Marcelo Trivelli Oyarzún      |         | PDC     | 26 de diciembre de 2001-27 de enero de 2005   |              | Ricardo Lagos           |
|                          | Ximena Rincón González        |         | PDC     | 27 de enero de 2005-11 de marzo de 2006       |              | Ricardo Lagos           |
|                          | Víctor Barrueto Jeame         |         | PPD     | 11 de marzo de 2006-7 de enero de 2007        |              | Michelle Bachelet       |
|                          | Adriana Delpiano Puelma       |         | PPD     | 22 de enero de 2007-7 de enero de 2008        |              | Michelle Bachelet       |
|                          | Álvaro Erazo Latorre          |         | PS      | 7 de enero de 2008-6 de noviembre de 2008     |              | Michelle Bachelet       |
|                          | Igor Garafulic Olivares       |         | PPD     | 28 de noviembre de 2008-11 de marzo de 2010   |              | Michelle Bachelet       |
|                          | Fernando Echeverría Vial      |         | RN      | 11 de marzo de 2010-18 de julio de 2011       |              | Sebastián Piñera        |
|                          | Cecilia Pérez Jara            |         | RN      | 21 de julio de 2011-5 de noviembre de 2012    |              | Sebastián Piñera        |
|                          | Juan Antonio Peribonio Poduje |         | RN      | 12 de noviembre de 2012-11 de marzo de 2014   |              | Sebastián Piñera        |
|                          | Claudio Orrego Larraín        |         | PDC     | 11 de marzo de 2014-11 de marzo de 2018       |              | Michelle Bachelet       |
|                          | Karla Rubilar Barahona        |         | Ind.    | 11 de marzo de 2018-28 de octubre de 2019     |              | Sebastián Piñera        |
|                          | Felipe Guevara Stephens       |         | RN      | 30 de octubre de 2019 - 14 de julio de 2021   |              | Sebastián Piñera        |